# Betsy Layne
Betsy Layne – jednostka osadnicza w Stanach Zjednoczonych, w stanie Kentucky, w hrabstwie Floyd.